# 威徳王 (百済)
威徳王（いとくおう、525年? - 598年12月）は、百済の第27代の王（在位：554年 - 598年）。先代の聖王の長子。
諱は『三国史記』百済本紀・威徳王紀では昌、『三国遺事』王暦では高、または明。554年7月に先王が戦死したので王位についた。『日本書紀』によれば、生年は525年頃と推測され、聖王の死後すぐには即位せず557年3月に即位したとされる。『隋書』などには余昌と記される。

## 生涯

### 即位前後
554年7月に聖王は新羅を討とうとして（日本書紀・欽明編には次のようにあります『餘昌、謀伐新羅。耆老諫曰「天未與、懼禍及。」餘昌曰「老矣、何怯也。我事大國、有何懼也。」遂入新羅國、築久陀牟羅塞。其父、明王憂慮、餘昌長苦行陣久廢眠食、父慈多闕子孝希成、乃自往迎慰勞。新羅、聞明王親來、悉發國中兵、斷道擊破。』つまり、新羅を討とうとしたのは余昌（威徳王）であり、「聖王」ではありません）、家臣が諌めるのも聞かず兵を起こし、大伽耶（慶尚北道高霊郡）と倭国と共に新羅と戦ったが、緒戦で奇襲を受けて聖王が戦死するという結果に終わった。このとき、威徳王も新羅軍に囲まれて死地に追い込まれたところを、倭の軍に助けられ逃げ延びたとされる。新羅は余勢を駆って百済を攻め滅ぼそうとしたが、背後に憂いがあるため取りやめになった。同年10月高句麗は熊川城に侵攻してきたがこれを撃退した。『三国史記』百済本紀では聖王の死後直ちに即位して王として高句麗戦にあたったとするが、『日本書紀』では欽明天皇16年（555年）2月条に威徳王は弟の恵（後の恵王）を送ってきて聖王の死を伝えたこと、同年8月条には王位につかずに僧となろうとしたこと、欽明天皇18年（557年）3月に威徳王が即位したと記している。

### 治世
即位の後は中国北朝の北斉や北周・隋、南朝の陳に朝貢して冊封体制下に入り、倭・伽耶諸国と呼応して新羅・高句麗との戦いを続けた。561年7月には欽明天皇の援軍や任那と呼応して新羅に攻め込んだが、新羅の策略にはまり敗北して撤退している。任那はこのころ滅亡し、伽耶諸国は完全に新羅に属するようになった。
570年には、北斉の後主に使節を送り「使持節・侍中・車騎大将軍・帯方郡公・百済王」に封じられ、翌571年には同じく北斉から「使持節・都督・東青州諸軍事・東青州刺史に封じられた。北斉が滅び隋が興ると、581年に隋に使節を送り「上開府・儀同三司・帯方郡公」に封じられた。589年には、陳を平定した隋の軍船が耽牟羅国（済州島）にたどり着き、威徳王はこの船が帰るときに援助するとともに、隋に使者を送って中華統一を祝賀した。このことを隋では喜んで、毎年の朝貢は不要との免除を与えた。598年9月には隋に使者を送って、高句麗との戦争の際に道案内をすること申し出たが、既に戦争は一段落していたために話は沙汰やみになった。その事を聞きつけた高句麗は百済に侵攻してくることとなった。
在位45年にして598年12月に死去し、群臣が協議して威徳王と諡した。

## 陵山里寺址
王陵とされる陵山里古墳群（忠清南道扶余郡）の一角から1993年に寺址が発見され、石造の舎利龕に「百済昌王十三季太歳在, 丁亥妹兄公主供養舎利」という銘文があった。この銘文の発見により、陵山里寺が王室関係の寺院であることが確認された。

## 登場作品

### テレビドラマ
- 花郎（2016年、KBS）演：キム・ミンジュン